# Hữu Hùng
Hữu Hùng (chữ Hán: 有熊) là tên một quốc gia bộ lạc thời viễn cổ trong lịch sử Trung Quốc, địa bàn của nước này nằm ở khu vực huyện Tân Trịnh tỉnh Hà Nam ngày nay.

## Những dấu ấn trong truyền thuyết dân gian
Thần Nông thị là một trong những chư hầu con cháu có kinh tế phồn thịnh nhất của họ Hữu Hùng, vị trí của nó có hai con sông chảy qua nên giao thông đường thủy rất thuận lợi. Không rõ cội nguồn của nước Hữu Hùng này từ đâu mà ra nhưng tên tuổi và tầm ảnh hưởng rất lớn đối với hậu thế là có 1 vị thủ lĩnh kiệt xuất đó là Công Tôn Hiên Viên, trước khi được chư hầu tôn làm thiên tử thì Công Tôn Hiên Viên từng lãnh đạo bộ lạc này một thời gian dài.
Bấy giờ vua cuối cùng của triều đại Thần Nông là Đế Du Võng nhu nhược và bại hoại khiến trăm họ ca thán, gặp lúc thủ lĩnh bộ lạc Cửu Lê là Xi Vưu không chịu phục đã nổi dậy chống đối gây ra chiến tranh tang tóc trong nhân gian. Công Tôn Hiên Viên thấy vậy lập tức phất cao ngọn cờ cần vương, các nước chư hầu đều ủng hộ ông tập hợp ở Phản Tuyền cùng nhau hợp sức lật đổ Thần Nông, lập liên quân Viêm Hoàng. Sau nhiều trận quyết đấu cam go cuối cùng liên quân đã đánh bại được Xi Vưu ở trận Trác Lộc nổi tiếng, Xi Vưu thua chạy bị bắn chết trong đám loạn quân còn Công Tôn Hiên Viên được chư hầu nhất trí bầu làm thủ lĩnh liên minh bộ lạc.
Lúc ấy đế Du Võng biết mình bất tài nên đành thoái vị nhượng lại ngôi vị thiên tử cho Công Tôn Hiên Viên, Hiên Viên chính thức đăng cơ thay thế Thần Nông thị cai trị thiên hạ. Sau khi Hiên Viên lên ngôi báu không rõ nước Hữu Hùng còn tiếp tục tồn tại hay không thì sử sách không hề nhắc đến nữa, Sử Ký Tư Mã Thiên - Ngũ đế bản kỷ chỉ thấy nói rằng Hoàng Đế sinh được 25 người con trai mà thôi.